# Lecointe Island
Lecointe Island (n Argentinien Isla Kaiser, in Chile Isla Alice) ist eine längliche, 6 km lange und bis zu 700 m hohe Insel im Palmer-Archipel vor der Westküste der Antarktischen Halbinsel. Von der Ostküste der Brabant-Insel trennt sie die Pampa-Passage.
Teilnehmer der Belgica-Expedition (1897–1899) des belgischen Polarforschers Adrien de Gerlache de Gomery nahmen erste Vermessungen der Insel vor. De Gerlache benannte ihren nördlichen Ausläufer als Kap Kaiser. Weitere Vermessungen durch britische Wissenschaftler folgten zwischen 1955 und 1958. Das UK Antarctic Place-Names Committee benannte die Insel 1957 nach dem stellvertretenden Leiter der Belgica-Expedition, dem belgischen Geophysiker Georges Lecointe (1869–1929). Chilenische Wissenschaftler benannten die Insel nach Alice Ingeborg Wilson, der Ehefrau von Ernesto González Navarrete, des Leiters der 2. Chilenischen Antarktisexpedition (1947–1948). Der Hintergrund der argentinischen Benennung ist nicht überliefert, orientiert sich aber wahrscheinlich an der Benennung des Kap Kaiser.